# كريس مولكي
كريس مولكي (بالإنجليزية: Chris Mulkey)‏ هو ممثل أمريكي، ولد في 3 مايو 1948 بفيروكوا في الولايات المتحدة.

## أعمال

### أفلام
- (1982) الدم الأول[6][7][8]
- (1988) رجل المطر[9][10]
- (1996) أسهم مكسورة[11]
- (1998) بول وورث[12]
- (2005) شمال المدينة[13]
- (2007) حروب التنين
- (2008) كلوفرفيلد[14]
- (2013) التطهير
- (2013) القبطان فيليبس
- (2014) ويبلاش

### مسلسلات
- الضياع
- جاغ
- التحقيق في موقع الجريمة
- ميامي
- كاسل
- كولد كيس

## وصلات خارجية
- كريس مولكي على موقع IMDb (الإنجليزية)
- كريس مولكي على موقع روتن توميتوز (الإنجليزية)
- كريس مولكي على موقع ألو سيني (الفرنسية)
- كريس مولكي على موقع ميوزك برينز (الإنجليزية)
- كريس مولكي على موقع أول موفي (الإنجليزية)
- كريس مولكي على موقع قاعدة بيانات الأفلام السويدية (السويدية)
- كريس مولكي على موقع إن إن دي بي (الإنجليزية)
- كريس مولكي على موقع ديسكوغز (الإنجليزية)
- كريس مولكي على موقع قاعدة بيانات الفيلم (الإنجليزية)
- كريس مولكي على موقع كينوبويسك (الروسية)